# Thomas F. Borgen
Thomas Fredrick Borgen (født 27. marts 1964) er en norsk erhvervsleder, der er tidligere administrerende direktør for Danske Bank.
Thomas Borgen er tidligere administrerende direktør i den norske bank Fokus Bank, der indgår som et datterelskab i Danske Bank-koncernen. Borgen tiltrådte i Danske Bank i Oslo i 1997, og indtrådte i som administrerende direktør for Fokus Bank i 2001. I 2009 indtrådte han i direktionen for Danske Bank og i forbindelse med bankens opsigelse af Eivind Kolding blev Thomas Borgen udpeget som ordførende direktør i banken den 16. september 2013.
Efter offentliggørelse af en rapport om Danske Banks overtrædelse af reglerne om hvidvaskning i bankens filial i Estland den 19. september 2018 meddelte Thomas F. Borgen, at han fratræder som direktør for banken, så snart en ny direktør er fundet.
D. 7. maj 2019 blev Thomas Borgen sigtet i sagen om hvidvask i Danske Bank, og frifundet for erstatningsansvar i November 2022.

## Eksterne links
- Profil på Arkiveret 19. oktober 2012 hos  Wayback Machine Danske Banks hjemmeside

|  | Artiklen om Thomas F. Borgen kan blive bedre, hvis der indsættes et (bedre) billede Du kan hjælpe ved at afsøge Wikimedia Commons for et passende billede eller uploade et godt billede til Wikimedia Commons iht. de tilladte licenser og indsætte det i artiklen. |